# Hermine Raths
Hermine Raths (* 29. Juni 1906 in Wetzikon; † 1984) war eine Schweizer Unternehmerin. Zusammen mit Marguerite Steiger schuf sie eine der wichtigsten Schweizer Firmen auf dem Gebiet des Medikamentenvertriebs.

## Leben
Hermine Raths war eine Tochter des Drogeriebesitzers Ernst Raths in Wetzikon. Sie erwarb zunächst das Handelsdiplom an der Höheren Töchterschule in Zürich und arbeitete dann ein Jahr lang bei der Schweizerischen Verkehrszentrale. Dann schloss sie jedoch ein Studium an. Mit Marguerite Steiger war sie seit 1926 bekannt. Die beiden Freundinnen zogen zusammen und immatrikulierten sich an der ETH Zürich. Hermine Raths studierte Pharmazie, ihre Freundin Chemie. Raths legte 1933 das Staatsexamen ab und promovierte 1937 mit einer Arbeit über Experimentelle Untersuchungen mit Flechtengonidien aus der Familie der Caliciaceen, während Steiger sich in ihrer Doktorarbeit mit dem Vitamin C beschäftigte. 
Ernst Raths richtete für seine Tochter eine Apotheke in Wetzikon, die heutige Bahnhofsapotheke, ein, doch musste diese dann von Hermine Raths Bruder Ernst junior übernommen werden, da Hermine Raths andere Pläne verfolgte: Noch während des Studiums kauften Hermine Raths und Marguerite Steiger die alte Elefanten-Apotheke in Zürich, die damals wohl die bekannteste Apotheke Zürichs war. Diese Apotheke wurde zunächst auch Sitz der 1937 von Raths und Steiger gegründeten Opopharma, die später in die Kirchgasse 42 umzog. Opopharma übernahm eine Pionierrolle bei der Distribution pharmazeutischer Produkte in der Schweiz. In den 1930er Jahren wurden hauptsächlich Hormonpräparate der niederländischen Organon NV eingeführt und verbreitet; Raths und Steiger hatten in der Schweiz die Alleinvertretung für die Organon-Produkte. Nach dem Ende des Zweiten Weltkriegs arbeitete Opopharma mit zahlreichen Firmen in Europa, den USA und Australien zusammen. Die Opopharma AG hatte Anfang der 1980er Jahre einen Umsatz von mehr als 80 Millionen Franken und zeitweise etwa 190 Angestellte. 
Ausser Opopharma gründeten bzw. übernahmen Raths und Steiger unter anderem auch die Wyberg Apotheke und die Galimedica AG. Neben der Elefanten-Apotheke in der Marktgasse 6 befand sich in der Marktgasse 4 die Rathaus-Drogerie, die 1973 von Raths und Steiger erworben wurde. Nach dem Tod der beiden Frauen wurden 1994 sowohl die Elefanten-Apotheke als auch die Rathaus-Drogerie geschlossen. Bis 2007 wurden sämtliche Tochtergesellschaften verkauft.

## Opo-Stiftung
Rechtsnachfolgerin von Hermine Raths und Marguerite Steiger wurde die Opo-Stiftung, die 1985 eingerichtet wurde und wissenschaftliche Projekte unterstützt. Ihr erster Präsident war der Rechtsanwalt Martin Usteri. Bei dieser Stiftung kam 2005 auch die Biographie von Hermine Raths und Marguerite Steiger heraus, die der Historiker Martin Schmid unter dem Titel Man muss nur etwas daraus machen. Das Lebenswerk von Marguerite Steiger und Hermine Raths veröffentlichte. Nach Hermine Raths wurde der Hermine-Raths-Garten in Höngg benannt. Alljährlich findet auch eine Raths-Steiger-Vorlesung in der alten Semper-Sternwarte statt. Das Haus zum Roten Adler in der Kirchgasse 42 wurde durch die Opo-Stiftung restauriert.
Bei diesem Haus handelt es sich um ein dreistöckiges Stadtpalais aus dem Jahr 1830, das für Friedrich Ludwig Keller nach Plänen von Hans Conrad Stadler über einem älteren Gewölbekeller errichtet wurde. Es hat einen quadratischen Grundriss und eine klassizistische Fassade mit Rundbogenfenstern im Erdgeschoss und Gesimsen und Konsolen, die die Fronten gliedern. Ein Bogen im Giebeldreieck der Hauptfassade hält die Seitenrisalite zusammen. Bei der Restaurierung wurde aus den Ökonomiegebäuden im Hinterhof durch Heinz Oeschger eine zweigeschossige Bogenhalle gestaltet.